# Max Rodemeier
Max Rodemeier (* 18. August 1858 in Stettin; † 1936 in Königsberg (Preußen)) war ein deutscher Maler und Professor.

## Leben
Rodemeier absolvierte zunächst auf Wunsch seiner Eltern eine Lehre zum Kaufmann, zog dann aber gegen deren Widerstand von Berlin nach München, um Kunst zu studieren. Dort wurde er von Carl von Piloty und Franz Defregger gefördert, musste dann jedoch als Theatermaler und später in der Kunstanstalt Pixis arbeiten, um seinen Lebensunterhalt zu verdienen. Über sein Erstlingswerk lernte er den Kunstschriftsteller Carl Albert Regnet kennen, der ihn an die Kunstakademie Königsberg empfahl. Dort studierte er ab 1882 einige Jahre mit Hilfe von Staatsstipendien bei Emil Neide und Carl Steffeck.
Ein Staatsauftrag für ein Altarbild in der Kirche in Gehsen und verschiedene andere kleinere Erfolge ermöglichten Rodemeier 1888 eine Studienreise nach Berlin und Dresden. Später reiste er unter anderem auch nach Hamburg, Wien und Antwerpen. Ab 1890 lehrte er an der Staatlichen Kunst- und Gewerkschule in Königsberg in Preußen. 1907 verlieh ihm das Ministerium für Handel und Gewerbe den Charakter Professor.
Rodemeier wohnte in Königsberg in der Passage 1 (1896) und in der Rhesastraße 11. Er war mit Ida Unger aus Wien verheiratet.
Rodemeier malte Stillleben, Porträts, Genre- und Landschaftsbilder.

## Werke (Auswahl)
- Die Weinprobe, 1881
- Trost im Leid, 1898 Große Berliner Kunstausstellung[5]
- Münchener Kindl
- Der Gratulant
- In Sorgen
- Familienhaupt
- Fastenpredigt
- Altarbild in der Kirche in Gehsen